# 覇邪の封印
『覇邪の封印』（はじゃのふういん）は、1986年に工画堂スタジオから発売されたPC-8801用ロールプレイングゲームである。数多くの家庭用パソコンや家庭用ゲーム機に移植され、どの機種にも布製のワールドマップとメタルフィギュアが同梱されていた。Windows向けにもプロジェクトEGGでPC88版、FM-7版、X1版、MSX2版、およびファミリーコンピュータ版が配信されている。破邪の封印は誤記。
北米および欧州では1988年にセガ・マスターシステム用ソフトとして『Miracle Warriors: Seal of the Dark Lord』のタイトルで発売された。
本作を基にしたゲームブック『覇邪の封印 - バァンドゥラの魔獣』も双葉文庫（双葉社）のファミコン冒険ゲームブックシリーズから発売された。
なお本作のパッケージに描かれている女性形の魔物は、ラスボスの「テラリン」である。また、地名や装備名は主にギリシア神話、地元獣の名前は主に中国の伝奇小説（西遊記など）から取られている。
パソコン各機種版にはプレイ中のBGMがなく、セガ・マークIIIおよびファミコンへの移植にあたっては新たにそれぞれ独自にBGMが追加された。セガ・マークIII版はFM音源ユニットに対応している。
本作の原案およびディレクターを務めた阿賀信宏は、のちに『シュヴァルツシルト』シリーズのディレクターや『魍魎戦記MADARA』のセッティングを担った。
なお、メガドライブの周辺機器ハードのメガCD向けに、本作の続編でもある『新・覇邪の封印』の発売が予告されており、開発は工画堂スタジオ、販売はセガが担当予定でCD-ROMの大容量を生かした新作として発売予定だったが、諸事情により発売中止となった。

## ゲーム内容
本作には独特のシステムが数々搭載されており、本作の難易度が非常に高い理由となっている。
マップ表示
本作はウルティマ系の上から見下ろした2Dマップ表示システムを採用しているが、初期状態では自分のいる場所しか表示されない。そのため、付属品であるワールドマップの上にメタルフィギュアを置いて位置の確認をしないと隣がどんな地形なのかすら分からない（「付属マップを持っていない状態ではプレイ不可能」という状態を作ることで、コピーガードをしているとも取られている）。魔術品（後述）を入手することにより、視界が隣接する3×3マス、2マス離れた5×5マスに広がる。それに加え、建物や施設もはじめはマップに表示されず、その地点に到達しないと分からなくなっている。「遠眼鏡」「千里の玉」を入手することで場所が表示されるようになり、視界もより広くなる。川に入ることもできるが、「アルゴの船」が無い状態では流され体力が減り、溺れ死ぬこともある。
戦闘システム
本作では仲間が増えた後も戦闘は常に1対1となり、仲間との連携や防御などは存在しない。（PC版の場合）主人公側・魔物側双方の攻撃は互いに必ず当たり、ダメージを受けるのは戦闘に参加したキャラクターのみで、経験値を得られるのも敵を倒す際に攻撃したキャラクターだけとなっている。
ステータスは棒グラフとなっており、経験値のバーが攻撃力のバーを越すとレベルアップとなる。
また平地とそれ以外の地形では出現する敵の強さも異なり、プレイ序盤では平地以外の敵に遭遇した際には「逃げる」を頻繁に使う必要がある。戦闘の途中でも逃げることはでき、経験値も攻撃した分だけ手に入る。
逃げたとき、敵からの追撃を受けることがある。追撃のダメージでプレイヤーキャラが死亡する場合もある。しかし、逃げることに失敗することはなく、追撃に耐えられれば必ず逃げられるようになっている。
主人公のキャラが死亡した場合、仲間が残っていてもゲームオーバーとなる。他の仲間が死亡したときはゲームの続行が可能だが、装備は全て失われる。死亡した仲間は「復活の城」で金を払って復活させることも出来る。
通常はプレイヤー側が相手キャラに近づいてから戦闘開始となるが、特定の場所では相手キャラが勝手に近づいてきて戦闘開始となる場合もある。また、ランダムで相手キャラが近づいてくることもある。
魔術品
他の作品でのアイテムに当たるが、入手直後は使用できず、町の長老に500ゴルダを払って使用方法を聞く必要がある。また長老が知っている魔術品の情報は3つまでなので、さまざまな町で情報を聞く必要がある。入手方法は敵キャラを倒したり、特定のキャラから貰ったりと様々である。
鍛冶屋・まじない師システム
本作では武器や防具に「耐久度」が設定されており、戦闘で使うたびに消耗し、最終的には失われてしまう。耐久度は町にいる鍛冶屋に金銭を支払うことで直してもらうことで回復するほか、鍛冶屋を直接雇うこともできる。雇うには高額のゴルダが必要だが、雇った後は町に帰る必要もなくなり、以降戦闘終了後に無償で自動的に直してもらうことができるようになる。同様にまじない師も雇うことができ、雇うと戦闘終了後、主人公たちの手持ちの薬で体力が全快するまで自動的に回復を行ってくれる。
知名度システム
本作に登場する魔物には、異次元から来た邪悪な「異次元獣」(いじげんじゅう)と、その土地に元々存在する「地元獣」(じもとじゅう)がいる。異次元獣を倒すと知名度が上がるが、地元獣には住民に悪さをしているものと住民から慕われているものがあり、前者を倒すと知名度が上がり、後者を倒すと知名度が下がる。戦闘から逃げても知名度が下がる。知名度が下がると町などでの情報収集や魔術品入手、買い物ができなくなる。知名度はゲームの進行により、低下を余儀なくされる場合がある。ちなみに魔物以外に、旅をしている人間と出会うこともある。知名度は「話しかける」「脅す」でも上下する。知名度が低い状態で話しかけると無視されたり、脅すと攻撃を受けたりすることもある。とある魔術品を手に入れると、地元獣とも会話できるようになる。
牙
冒険当初は魔獣を倒しても経験値以外何も手に入らないが、戦士としての知名度が上がると、国王に認められ、魔獣の牙を集めるライセンスを与えられる。集めた牙はゴルダに換金出来る。多くの牙を集めることで、各国に伝わる特別な武器を得られることもある。なお、ゴルダは人間キャラ（商人や盗賊など）を倒すことでも得られる。人間キャラを倒して得られるのは10万ゴルダまでだが、牙の換金はそれ以上でも可能。

## ストーリー
舞台は人や妖精、魔獣が共存する、剣と魔法が君臨する異世界で、長らく平和が保たれていたが「バァンドゥラの通路」の封印が解かれたため異次元から邪悪な魔物が侵入してくる。聖アルカス公国を治めるアルカス王家には「先史の勇者イアソンが隠されていた異次元の通路を塞ぐ方法を入手していた」という古くからの言い伝えがあった。平和と希望を取り戻すため、長老たちに選ばれた主人公（後の「覇邪の勇者アーガス」）は「覇邪の封印」を手に入れるべく旅に出る。

## 登場人物
主人公
名前はプレイヤーが決める（FC版では「アーガス」で固定）。見た目はプレートアーマーに身を包み、大剣を構えた男性戦士だが、初期装備は鎖帷子と短剣。
ガイ
町の市場の商人。髭をたたえた男性。主人公と同じくバランスの取れたキャラ。妖精にとっては「好みのタイプ」らしい。
メディア
酒場の踊り子の女性。非力だが、生命力が高い。レベルも上がりやすい。
トレモス
とある場所に閉じ込められている、大柄な男性戦士。優しい性格で、矛を愛用している。攻撃力が高いが、生命力は低く、レベルも上がりにくい。
妖精
背中に羽の生えた、小さな女性の妖精。主人公の相棒的存在。言葉遣いは結構乱暴で毒舌。
コサーマ
エラトスに住む、語り部の老婆。様々な情報提供で主人公パーティに協力する。

## 移植版
| No. | タイトル                                           | 発売日                              | 対応機種                               | 開発元         | 発売元             | メディア                                              | 型式                   | 備考                                                                                 |
| --- | -------------------------------------------------- | ----------------------------------- | -------------------------------------- | -------------- | ------------------ | ----------------------------------------------------- | ---------------------- | ------------------------------------------------------------------------------------ |
| 1   | 覇邪の封印                                         | 1986年10月                          | PC-9801 FM-7 X1                        | 工画堂スタジオ | KGDソフト          | 3.5インチフロッピーディスク 5インチフロッピーディスク | -                      |                                                                                      |
| 2   | 覇邪の封印                                         | 1987年3月                           | MSX MSX2                               | 工画堂スタジオ | KGDソフト          | MSX:ロムカセット MSX2:3.5インチフロッピーディスク     | -                      |                                                                                      |
| 3   | 覇邪の封印 Miracle Warriors: Seal of the Dark Lord | 1987年10月18日 1988年1月31日 1988年 | セガ・マークIII セガ・マスターシステム | セガ           | セガ               | 2メガビットロムカセット                               | G-1331 7500 MK-7500-03 | セガ・マークIIIのFMサウンドユニットに対応。 日本版セガ・マスターシステムと同時発売。 |
| 4   | 覇邪の封印                                         | 1987年10月23日                      | ファミリーコンピュータ                 | アスキー       | アスキー           | 1メガビット+64キロRAMロムカセット                     | HSP-08                 |                                                                                      |
| 5   | 覇邪の封印                                         | 2002年1月24日                       | Windows                                | 工画堂スタジオ | D4エンタープライズ | ダウンロード （プロジェクトEGG）                      | -                      | X1版の移植                                                                           |
| 6   | 覇邪の封印                                         | 2006年6月20日                       | Windows                                | 工画堂スタジオ | D4エンタープライズ | ダウンロード （プロジェクトEGG）                      | -                      | FM-7版の移植                                                                         |
| 7   | 覇邪の封印                                         | 2009年2月10日                       | Windows                                | 工画堂スタジオ | D4エンタープライズ | ダウンロード （プロジェクトEGG）                      | -                      | PC-8801版の移植                                                                      |
| 8   | 覇邪の封印                                         | 2010年1月12日                       | Windows                                | 工画堂スタジオ | D4エンタープライズ | ダウンロード （プロジェクトEGG）                      | -                      | MSX版の移植                                                                          |
| 9   | 覇邪の封印                                         | 2016年8月30日                       | Windows                                | 工画堂スタジオ | D4エンタープライズ | ダウンロード （プロジェクトEGG）                      | -                      | X1版の移植                                                                           |
| 10  | 覇邪の封印                                         | 2016年11月8日                       | Windows                                | 工画堂スタジオ | D4エンタープライズ | ダウンロード （プロジェクトEGG）                      | -                      | セガ・マークIII版の移植 一時配信停止していたが、2021年10月4日に再開。                |
| 11  | 覇邪の封印                                         | 2019年5月28日                       | Windows                                | 工画堂スタジオ | D4エンタープライズ | ダウンロード （プロジェクトEGG）                      | -                      | ファミリーコンピュータ版の移植                                                       |

セガ・マークIII版
日本国内におけるセガ・マスターシステムのローンチタイトルのひとつで、セガが開発・販売を行った。タイトル画面には工画堂を表す"KGD"とアスキーを表す"ASCII"がクレジットされている。また、同社が発売したRPGとしては同年３月の「ザ・ブラックオニキス」に続いて初となる作品だった。再プログラムがされており、戦闘画面が対面視点になっている、任意戦闘から強制エンカウントになるなどやや仕様が変更されている。ファミコン版とは異なり、バッテリーバックアップによるセーブが5箇所まで可能だった。
ファミリーコンピュータ版
工画堂ではなくアスキーから発売された。パソコン版と違い、プレイヤーの視界が最初から3マス*3マスある。そのため、「遠眼鏡」「千里の玉」は「マップ上にある隠されたものを見つけられる」という役割に変更されている。また、特定の場所から行ける海の迷宮が2箇所あり、そこで武器やまじない師の強化を行うことができる。パソコン版では海の中にはモンスターは出現しないが、ファミコン版は強力なモンスターが出現する。バッテリーバックアップはなく、当時アスキーが販売していた外部記憶装置のターボファイルに対応している。ターボファイルがない場合には100文字以上ものパスワードを書き留める必要があった。

## 評価
ファミリーコンピュータ版
ゲーム誌『ファミコン通信』の「クロスレビュー」では、6・7・7・5の合計25点（満40点）となっている。レビュアーの意見としては、パスワードの長さに関して「信じられないほどのケタ数! ギネスブックものだね」と指摘しているが、「『ドラクエ』タイプじゃないのがいいね。（中略）ストーリーはグー」など、ゲームシステムやストーリーに関して肯定的に評価されている。
ゲーム誌『ファミリーコンピュータMagazine』の読者投票による「ゲーム通信簿」での評価は以下の通りとなっており、19.89点（満30点）となっている。また、同雑誌1991年5月10日号特別付録の「ファミコンロムカセット オールカタログ」では「広大な幻想の世界のRPG」、「新しいシステムなどもいろいろありなかなかおもしろい」とゲームシステムに関して肯定的なコメントで紹介されている。
| 項目 | キャラクタ | 音楽 | 操作性 | 熱中度 | お買得度 | オリジナリティ | 総合  |
| 得点 | 3.51       | 3.18 | 3.17   | 3.51   | 3.07     | 3.35           | 19.89 |